# Melkor
Melkor, kasneje imenovan tudi Morgoth (Bauglir), je v tolkienovi mitologiji eden izmed valar in stvariteljev Arde. Zaradi svoje sebičnosti le-te ni hotel deliti z nikomer, marveč ji vladati sam. Postal je prvi Temni gospodar. Njegov najmočnejši in najkrutejši pomočnik je bil majar Sauron. Pred prihodom vilinov so valarji prvič porazili Morgotha in ga vklenili v železno verigo Angainor, v kateri je bil vklenjen tri dobe. Nato je izpuščen zopet prelomil obljubo miru in sloge. Ponovno se začne vojna, tokrat med njim in vilinci ter ljudmi. Slednji bi bili brez dvoma poraženi, če se na koncu, ko je vse upanje izpuhtelo, ne bi ponovno vmešali valar. Tako se prvi vek zaključi s silovitim napadom valinorske vojske na Morgothovo trdnjavo Angband na severu Srednjega sveta. Morgoth je poražen in vdrugo vklenjen. Tokrat za vedno. Prerokba pravi, da se bo nekoč rešil svojih spon, nakar se bo vnela še poslednja bitka. Po vklenitvi Morgotha je njegovo poslanstvo nadaljeval Sauron, drugi Temni gospodar.